# Leone di Sens
Leone (... – Sens, prima del 549) è stato un vescovo franco di Sens, nella prima metà del VI secolo, venerato come santo dalla Chiesa cattolica.
Secondo i più antichi cataloghi episcopali, Leone fu il 16º vescovo dell'arcidiocesi di Sens. Storicamente è documentato in due occasioni: si fece rappresentare dal presbitero Orbato al concilio di Orléans del 533; e prese parte direttamente al concilio di Orléans celebrato il 7 maggio 538. Di certo non era più vescovo di Sens nel 549, perché a questa data è attestato il suo successore Costituto.
Di san Leone è rimasta una lettera, non databile, nella quale il vescovo di Sens, già anziano, protesta presso il re Childeberto I contro la richiesta di erigere una diocesi a Melun, cosa che avrebbe ridotto considerevolmente il territorio della sua diocesi.
Tradizionalmente l'episcopato di Leone è collocato tra il 525 e il 541 o 547. Resta aperta la questione relativa ad una lettera del 512 dove tre vescovi, Eraclio, Leone e Teodosio, menzionati senza le loro rispettive sedi di appartenenza, protestarono presso Remigio di Reims, per essere stato troppo clemente nei confronti di un prete colpevole di furti e di sacrilegi. Secondo alcuni autori, il Leone di questa lettera potrebbe essere identificato con il vescovo di Sens, mentre gli altri due sarebbero Eraclio di Parigi e Teodosio di Auxerre, entrambi attestati nel 511. Chi invece sostiene la cronologia tradizionale, esclude che si tratti di Leone di Sens, poiché nel 512 non sarebbe stato ancora vescovo; secondo questi autori, dei tre vescovi citati nel documento del 512, quello di Sens era Eraclio, 14º vescovo dei cataloghi episcopali di Sens.
Il martirologio geronimiano fa menzione di san Leone alla data del 22 aprile: In civitate Senonas depositio beati Leonis episcopi. La memoria, alla stessa data, passò poi nel Martirologio Romano redatto dal Baronio. L'odierno martirologio, riformato a norma dei decreti del Concilio Vaticano II, ricorda il santo vescovo con queste parole: